# Nadine Schön

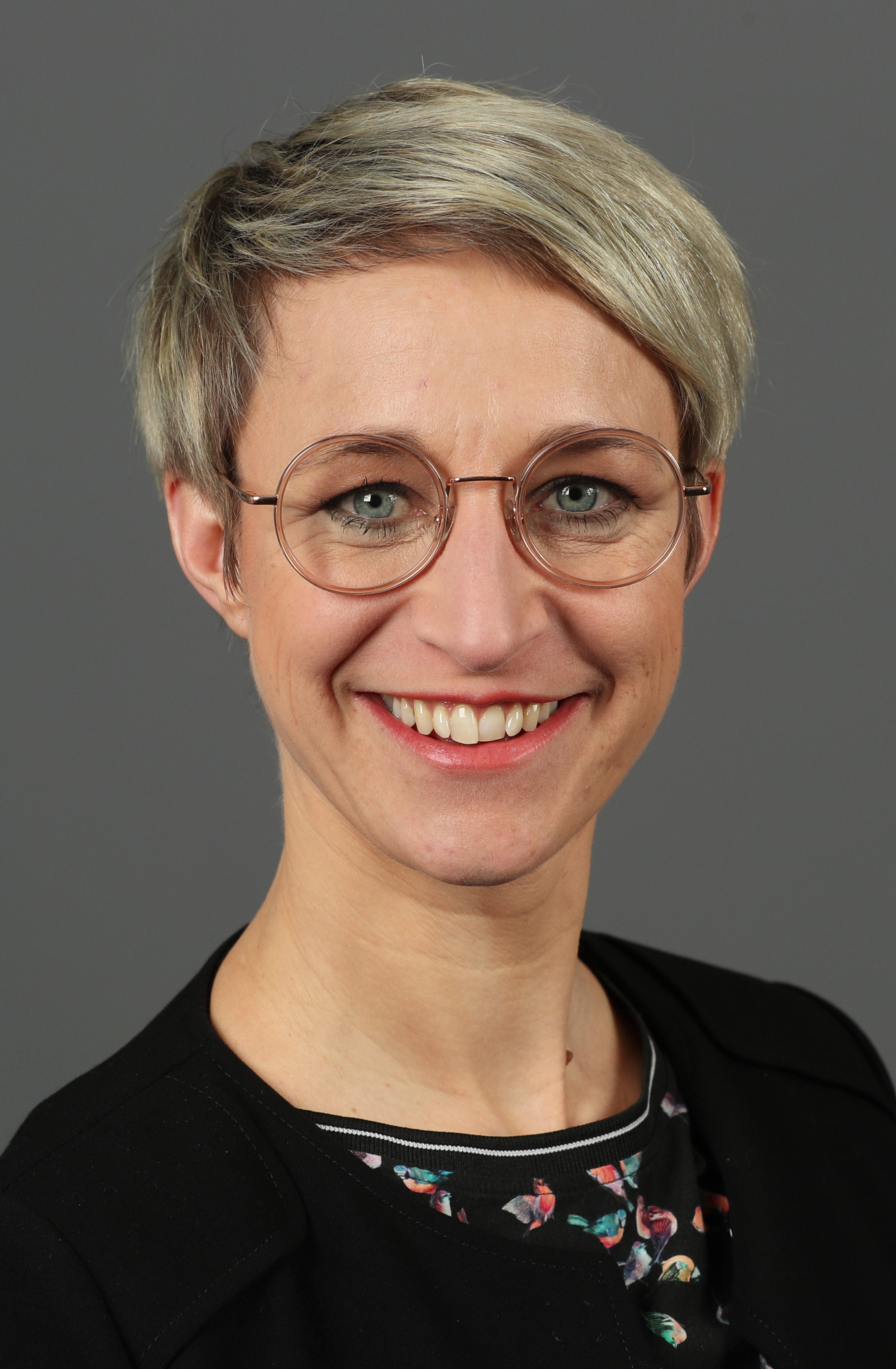
Nadine Schön (2020)

Nadine Schön (* 5. Juni 1983 in Lebach als Nadine Müller) ist eine deutsche Politikerin (CDU). Sie war von 2009 bis 2025 Mitglied des Deutschen Bundestages und ab 2014 stellvertretende Vorsitzende der CDU/CSU-Bundestagsfraktion.

## Leben und Beruf
Nach dem Abitur 2002 am Arnold-Janssen-Gymnasium St. Wendel studierte Nadine Müller Rechtswissenschaften an den Universitäten in Heidelberg und Saarbrücken. 2006 schloss sie ihr Studium mit der ersten juristischen Prüfung als Diplom-Juristin ab. Studienbegleitend machte sie 2002 bis 2008 eine journalistische Ausbildung im Rahmen eines Stipendiums der Konrad-Adenauer-Stiftung. Seit ihrer Heirat am 31. Juli 2010 heißt sie Nadine Schön.

## Partei
Nadine Schön ist Mitglied der Jungen Union, der Frauen-Union und der CDU. Bei der Jungen Union waren soziale Themen ihr Schwerpunkt. Kurz nach ihrem Einzug in den Bundestag (nach der Bundestagswahl 2009) wurde sie in der CDU/CSU-Fraktion zur stellvertretenden Vorsitzenden der Gruppe der Frauen gewählt.

## Abgeordnete

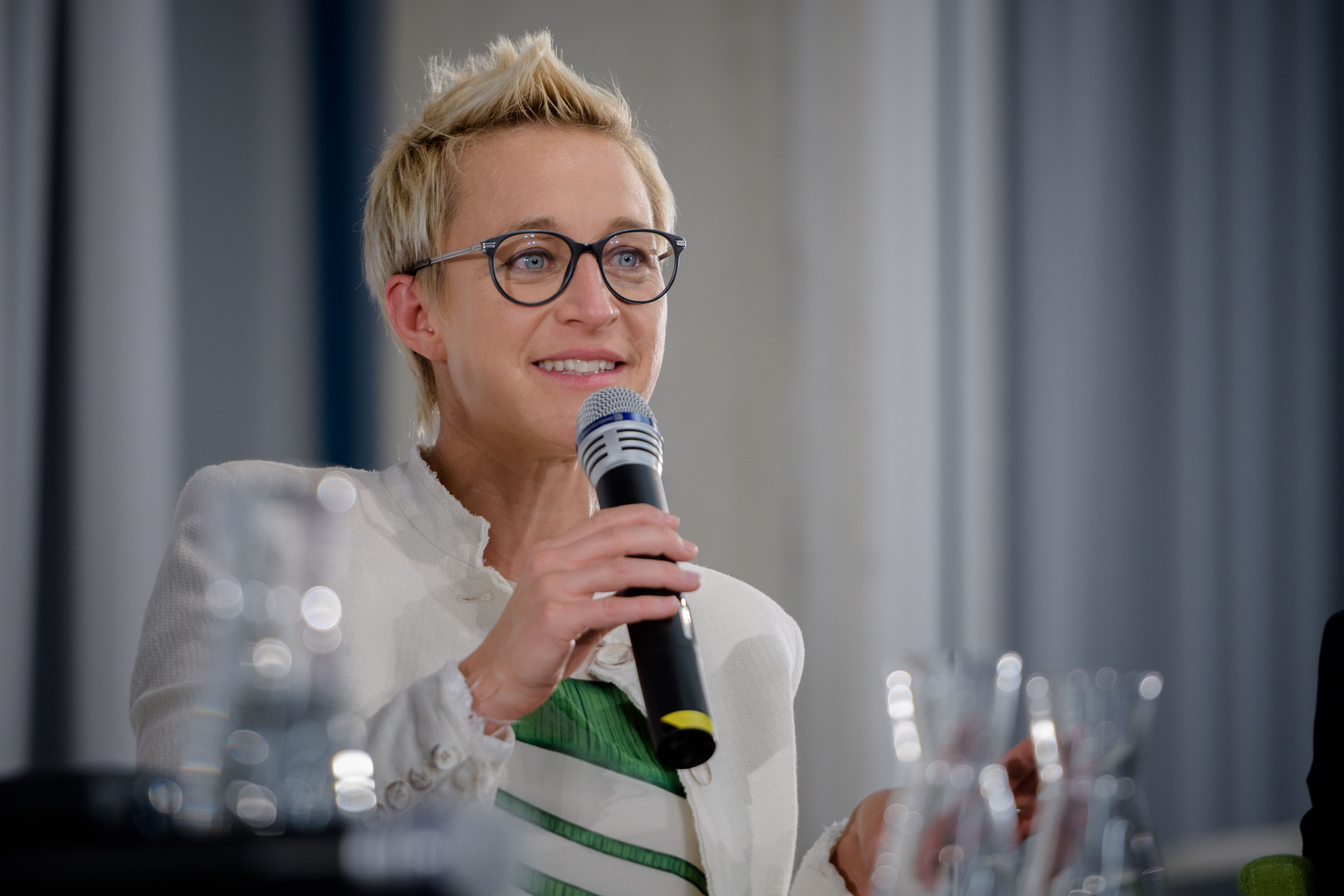
Schön bei einer Podiumsdiskussion (2018)

Sie zog nach der Landtagswahl im Saarland 2004 am 5. September 2004 in den Landtag des Saarlandes ein und war eine der 51 Abgeordneten des 13. Landtages. Das Saarland wurde zu dieser Zeit von einer CDU-Alleinregierung (Kabinett Müller II unter Peter Müller) regiert.
Sie war in den Landtagsausschüssen Wirtschaft und Wissenschaft, Innen und Sport, Verfassung und Recht sowie Europa tätig. Außerdem war sie hochschul- und wissenschaftspolitische Sprecherin.
Nadine Schön war bzw. ist Abgeordnete im Deutschen Bundestag im
- 17. Deutschen Bundestag (2009–2013)
- 18. Deutschen Bundestag (2013–2017)
- 19. Deutschen Bundestag (2017–2021)
- 20. Deutschen Bundestag (2021–2025)

Sie wurde 2009 erstmals über ein Direktmandat des Bundestagswahlkreises St. Wendel in den Deutschen Bundestag gewählt. 2013 und 2017 wurde sie erneut direkt in den Deutschen Bundestag gewählt.
Im 19. Deutschen Bundestag war sie stellvertretendes Mitglied im Ausschuss für Familie, Senioren, Frauen und Jugend (seit 2009), Ausschuss Digitale Agenda (seit 2013), Ausschuss für Bildung, Forschung und Technikfolgenabschätzung, und der Enquete-Kommission „Künstliche Intelligenz – gesellschaftliche Verantwortung und wirtschaftliche soziale und ökologische Potenziale“. Seit dem 13. Januar 2014 gehört sie dem geschäftsführenden Fraktionsvorstand der CDU/CSU-Fraktion im Deutschen Bundestag an. Sie ist eine von mehreren Vize-Fraktionsvorsitzenden und zuständig für die Themen "Digitales" und „Bildung und Forschung“.
Ab dem Sommer 2012 setzte sich Schön zusammen mit zwölf weiteren Unions-Bundestagsabgeordneten öffentlich für die einkommenssteuerliche Gleichstellung von Eingetragenen gleichgeschlechtlichen Partnerschaften mit der Ehe ein.
Bei der Bundestagswahl 2021 verlor Schön ihren Wahlkreis an Christian Petry (SPD); ihr Platz auf der Landesliste für den 20. Bundestag zog zunächst nicht. Sie erklärte daraufhin, auch bei der Landtagswahl am 27. März 2022 im Saarland kein Mandat anzustreben und sich aus der aktiven Politik zurückzuziehen.
Durch den Verzicht der über die CDU-Landesliste gewählten Bundesminister Annegret Kramp-Karrenbauer und Peter Altmaier auf ihre Abgeordnetenmandate zog Schön als Nachrückerin gemeinsam mit Markus Uhl doch in den 20. Bundestag ein.
Bei der Bundestagswahl 2025 kandidierte Schön gemäß ihrer entsprechenden Ankündigung aus dem Juli 2024 nicht erneut.

## Gesellschaftliche Ämter
Nadine Schön ist Vorsitzende der 2006 gegründeten Initiative Sicherer Landkreis St. Wendel e. V., die sich um Fragen der Sauberkeit und Sicherheit des Kreises kümmert.
Sie ist auch seit 2006 stellvertretende Vorsitzende des Jochen-Rausch-Zentrum St. Wendel e. V., einer christlichen Initiative, die Entwicklungshilfearbeit in Indien genauso fördert wie ein lokales Präventionsprogramm mit jugendlicher Zielgruppe.
Schön ist außerdem Kuratoriumsmitglied der Stefan-Morsch-Stiftung. Sie unterstützt die Stiftung bei ihrer Arbeit im Kampf gegen Leukämie.

## Veröffentlichungen
- mit Thomas Heilmann: NEUSTAAT: Politik und Staat müssen sich ändern. 64 Abgeordnete & Experten fangen bei sich selbst an – mit 103 Vorschlägen. FinanzBuch Verlag, München 2020, ISBN 3-95972-376-8.